# Maciej Żurawski
Maciej Stanisław Żurawski (uitspraak: [ˈmatɕɛj ʐuˈrafski], ong. matjej zjoerafskie) (Poznań, 12 september 1976) is een Poolse profvoetballer.

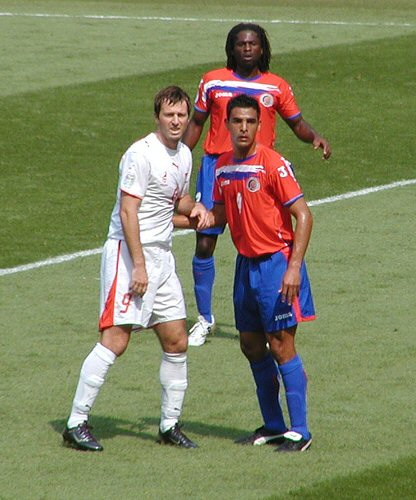
Wereldkampioenschap voetbal 2006

## Clubcarrière
Żurawski is een aanvaller en begon zijn loopbaan in zijn geboortestad bij Warta Poznań. In het voorjaar van 1998 maakte hij de overstap naar aartsrivaal Lech Poznań, waar zijn carrière pas echt gelanceerd geraakte. Begin 2000 werden zijn prestaties dan ook beloond met een overstap naar de Poolse topclub Wisła Kraków. Met deze club werd hij viermaal Pools landskampioen en werd hij twee keer bekerwinnaar. In 2002 en 2004 werd hij ook Pools topscorer.
In juli 2005 werd Żurawski verkocht aan het Schotse Celtic Glasgow, waar hij een contract voor 3 jaar kon tekenen. In zijn eerste seizoen was hij meteen goed voor 16 doelpunten, waarmee hij The Bhoys meteen aan een nieuwe Schotse titel hielp.

## Interlandcarrière
Żurawski speelde zijn eerste interland op 10 november 1998 tegen Slowakije. Op het WK voetbal 2002 verscheen hij drie keer aan de aftrap maar kwam niet tot scoren. Hij kon dan ook niet verhinderen dat Polen al na de eerste ronde naar huis mocht vertrekken.
Hij maakte ook deel uit van de Poolse selectie voor het WK voetbal 2006, maar ook nu werd Polen na de eerste ronde uitgeschakeld. Na het WK werd hij door bondscoach Leo Beenhakker aangesteld als aanvoerder. Żurawski speelde in tien jaar (1998-2008) in totaal 71 interlands, waarin hij 18 keer scoorde voor de nationale ploeg.

## Statistieken

### Carrière
| seizoen                  | club                     | land                     | competitie              | duels | goals |
| ------------------------ | ------------------------ | ------------------------ | ----------------------- | ----- | ----- |
| 1994-1995                | Warta Poznań             | Polen                    | Ekstraklasa             | 21    | 0     |
| 1995-1996                | Warta Poznań             | Polen                    | II liga                 |       |       |
| 1996-1997                | Warta Poznań             | Polen                    | III liga                |       |       |
| 1997-1998                | Warta Poznań             | Polen                    | II liga                 |       |       |
| 1997-1998                | Lech Poznań              | Polen                    | Ekstraklasa             | 17    | 2     |
| 1998-1999                | Lech Poznań              | Polen                    | Ekstraklasa             | 30    | 11    |
| 1999-2000                | Lech Poznań              | Polen                    | Ekstraklasa             | 9     | 6     |
| 1999-2000                | Wisła Kraków             | Polen                    | Ekstraklasa             | 20    | 6     |
| 2000-2001                | Wisła Kraków             | Polen                    | Ekstraklasa             | 27    | 8     |
| 2001-2002                | Wisła Kraków             | Polen                    | Ekstraklasa             | 27    | 21    |
| 2002-2003                | Wisła Kraków             | Polen                    | Ekstraklasa             | 28    | 22    |
| 2003-2004                | Wisła Kraków             | Polen                    | Ekstraklasa             | 26    | 20    |
| 2004-2005                | Wisła Kraków             | Polen                    | Ekstraklasa             | 25    | 24    |
| 2005-2006                | Celtic FC                | Schotland                | Scottish Premier League | 24    | 16    |
| 2006-2007                | Celtic FC                | Schotland                | Scottish Premier League | 26    | 6     |
| 2007-2008                | Celtic FC                | Schotland                | Scottish Premier League | 5     | 0     |
| 2007-2008                | AE Larissa               | Griekenland              | Super League            | 11    | 6     |
| 2008-2009                | AE Larissa               | Griekenland              | Super League            | 27    | 9     |
| 2009-2010                | Omonia Nicosia           | Cyprus                   | A Divizion              | 23    | 8     |
| 2010-2011                | Wisła Kraków             | Polen                    | Ekstraklasa             | 21    | 1     |
| Bijgewerkt 15 maart 2011 | Bijgewerkt 15 maart 2011 | Bijgewerkt 15 maart 2011 | Totaal                  |       |       |

### Interlands
| WK-statistieken | Club         | Positie   | W |   |   | Goal | A | Kreeg geel | Kreeg voor de tweede keer geel en dus rood | Weggestuurd |
| --------------- | ------------ | --------- | - | - | - | ---- | - | ---------- | ------------------------------------------ | ----------- |
| WK voetbal 2002 | Wisła Kraków | Aanvaller | 3 | 0 | 2 | 0    | 0 | 0          | 0                                          | 0           |
| WK voetbal 2006 | Celtic FC    | Aanvaller | 3 | 0 | 2 | 0    | 0 | 0          | 0                                          | 0           |

## Erelijst
Wisła Kraków
- Pools landskampioen

2001, 2003, 2004, 2005, 2011
- Pools bekerwinnaar

2002, 2003
- Pools topscorer

2002 (21 doelpunten), 2004 (20 doelpunten)
- Pools voetballer van het jaar

2002
 Celtic
- Schots landskampioen

2006, 2007
- Schots bekerwinnaar

2007
- Scottish League Cup

2006